# Baufra (fill de Quèops)
Baufra, també llegit Bauefre o Ra-bau-ef (B3-f-Rʾ a Uadi Hammamat, B3.w-f-Rʾ al papir de Westcar; "Ra és la seva glòria"), va ser un suposat príncep egipci durant la dinastia IV. Hauria estat un fill del rei Khufu. Se'l coneix per una història que apareix al Papir Westcar i per una inscripció rupestre a Uadi Hammamat. No està documentat ni contemporàniament ni arqueològicament, la qual cosa fa discutible la seva historicitat pels estudiosos.

## Identitat
És possible que Baufra sigui la mateixa persona que Horbaef o Babaef I.

### Baufra a Uadi Hammamat (nom de cartutx núm. 5)
A la inscripció de Uadi Hammamat, el nom de Baufra està escrit en un cartutx reial, la qual cosa genera certa confusió dins l'egiptologia, ja que Baufra no està documentat ni contemporàniament ni arqueològicament. Pot ser que fos adorat com a patró local dels treballadors de les mines. Un fenomen similar es pot observar amb el príncep Hordjedef, el nom del qual també s'escriu erròniament en dins d'un cartutx, ja que només apareix a les inscripcions arqueològiques com a "Fill del Rei". El nom de Baufra apareix com a cognom en una llista que anomena els reis Khufu, Djedefre, Khafre i Hordjedef. Egiptòlegs com Donald B. Redford creuen que el nom i la glorificació de Baufra i Hordjedef es basen en un malentès que va sorgir a l'inici de l'Imperi Nou, quan obres literàries com Khufu i els mags i La profecia de Neferti van ser compostes i els protagonistes van ser investits de suposats papers històrics. Els egipcis podrien haver pensat que tots els fills i néts de Khufu havien governat després d'aquest rei, ja que tots els reis fins a Xepseskaf eren en realitat fills, néts o besnéts de Khufu. Aleshores, s'hauria pensat erròniament que aquesta línia de successors incloïa Baufra i Hordjedef.

### Baufra al papir Westcar (columna 4.18)
Baufra apareix al Papir Westcar com a una figura literària. El seu nom es dona aquí com a nom privat sense cartutx reial. A la història, els fills de Khufu entretenen el seu pare explicant-li històries sobre mags i miracles que havien succeït durant els regnats de Khufu, Djoser, Nebka i Sneferu. Baufra hi apareix com a narrador de la tercera història.
Baufra explica la història del seu avi reial Sneferu, el pare de Khufu. A la història es revela que Sneferu estava avorrit i deprimit un dia, i el seu sacerdot Djadjaemankh li diu que hauria de cridar a noies encantadores per fer un viatge de rem al llac reial. Quan es relaxa al llac, el viatge es veu interromput per una donzella que ha perdut un preuat amulet. Djadjaemankh rescata l'amulet utilitzant un encanteri que allunya les aigües del llac. A continuació, es retorna l'amulet a la noia i el viatge en rem continua. Sneferu està satisfet amb Djadjaemankh, el premia generosament i es passa la resta del dia celebrant-lo.
En escoltar la finalització d'aquest conte, Khufu fa ofrenes als Kas de Sneferu i Djadjaemankh, i es mostra satisfet amb el seu fill Baufra.

## Possible tomba
La doble mastaba G 7310 – 7320 al camp est de la necròpolis de Gizeh s'ha atribuït a Baufra diverses vegades. Però altres hi han assignat provisionalment la tomba al príncep Babaef I.